# ミスター・ウィップル
ミスター・ウィップル(Mr. Whipple)は、プロクター・アンド・ギャンブル(P&G)が販売するトイレットペーパー「シャーミン」の宣伝に登場するスーパーマーケットの店員の名である。1960年代から北米地域で展開されたCMに出演、商品に触りたがる来店客にうるさく小言を言う役で存在感を示し、製品の販路拡大に寄与した。その後、20年以上にわたって500本を超えるCMが作られた。

## 歴史
シャーミンは1928年にウィスコンシン州の製紙会社が製造を開始したトイレットペーパーである。同社は社名自体をシャーミンに変えた後、1957年にプロクター・アンド・ギャンブル(P&G)に買収された。当時P&Gは事業を生活用品全般に拡大しようとしており、シャーミン買収もその一環であった。しかし買収後もブランドの認知度は低く、販売地域はウィスコンシン州のある中西部に限られていた。
シャーミンの強みは手触りの柔らかさであり、当初は淑女を、後には乳児を製品の包装に描き、CMではアニメキャラクターを用いて柔らかなイメージを出していた。しかし、認知は今一つであった。そこで触感を改善した新製品を出すにあたり、より直接的な表現で触感を訴えることになった。考え出されたのが、店頭でトイレットペーパーを握りしめて触感を確かめようとする主婦と、"Don't squeeze the Charmin"（シャーミンを強く握りしめないでください）と文句を言うスーパーの店員の組み合わせであった。店員の名は最初の台本ではエドガー・バーソロミュー(Edgar Bartholomew)という名前であったが、CMを担当した広告代理店の社員の一人の名を取って、ジョージ・ウィップルと名付けられた。ミスター・ウィップル役は性格俳優のディック・ウィルソンが演じた。
CMの評価は高くはなく、嫌いなCMのアンケートを取ると上位に入った。しかし製品の認知は高まり、販売地域も全米に拡大した。CMの放送はその後も続き、ミスター・ウィップル自身が隠れてシャーミンの触感を楽しんでいるところを競合店の店員に見咎められるなど、さまざまな趣向のものが作られた。1980年代のCMにはアダム・サヴェッジが品出し係としてミスター・ウィップルと共演していたこともある。
1985年、新味がなくなったとしてミスター・ウィップルのCM出演はいったん終了した。500以上の作品が作られた。しかし、後継のアニメキャラクターを使ったCMはミスター・ウィップルほどの認知を得ることはなかった。
1999年、キンバリー・クラークが発売した新製品に対抗する新製品として、厚みを増し柔らかさはそのままにした「ニューシャーミン」を発売することになり、CMにミスター・ウィップルが再登場した。今度もディック・ウィルソンが演じた。このCMも好評を得たが、手術を受け、体調がすぐれないウィルソンは、CM契約期間満了後は契約を更新せず、息子に跡を継がせたいと表明した。結局、ミスター・ウィップルのCMは中止され、シャーミンのCMキャラクターはシャーミン・ベアに引き継がれた。